# Боусц Даре (Долина Аосте)
Боусц Даре је насеље у Италији у округу Долина Аосте, региону Долина Аосте.
Према процени из 2011. у насељу је живело 68 становника. Насеље се налази на надморској висини од 433 м.